# ジェヒョ
ジェヒョ（本名：アン・ジェヒョ、1990年12月23日 - ）は、韓国の歌手、俳優。男性アイドルグループ・Block Bのメンバーである。血液型はA型。

## 来歴
デビュー前はMV俳優志望だった。CUBEエンターテインメントの1期生でBEAST練習生であった。
2011年にBlock Bのメンバーとしてデビュー。Block Bでは、サブボーカルとして活動している。